# Oleanderszender
Az oleanderszender (Daphnis nerii), a rovarok (Insecta) osztályába, a lepkék (Lepidoptera) rendjébe, ezen belül a szenderfélék (Sphingidae) családjába tartozó faj.
Nevét, fő tápnövénye, a leander (Nerium oleander) után kapta.

## Elterjedése
Tényleges eloszlásukat nagyon nehéz meghatározni. Sok helyen nagyon kis példányszámban jelenik meg, nappal szinte észrevehetetlenül, mozdulatlanul pihen kiváló rejtő színekkel a színes virágú leandereken, így még emberi közelségben sem biztos, hogy észlelik jelenlétét.  
Hazája Dél-Európa, ahol évente akár két nemzedéke is lehet, gyakori Kis-Ázsiában és Kelet-Indiában, de előfordul Afrikában is. 
Közép-Európában mint átutazó vendég ismeretes, csak a száraz, meleg években fordul elő nyáron, nagyobb példányszámban ősszel. Vándorlása közben feljut egészen Angliáig, Svéd- és Finnországig is.
Van olyan év, hogy egészen az Alpokig vándorol.
Az Alpoktól északra viszont már nagyon ritka.

### Ahol észlelik
Afganisztán, Albánia, Algéria, Angola, Ausztria, Azori-szigetek, Belarusz, Belgium, Borneó, Bosznia-Hercegovina, Bulgária, Ciprus, Csehország, Dánia, Egyiptom, Etiópia, Észak-Írország, Észtország, Finnország, Franciaország, Fülöp-szigetek, Gabon, Gambia, Ghána, Görögország, Hawaii, Hollandia, Horvátország, India, Írország, Japán, egykori Jugoszlávia, Kambodzsa, Kamerun, Kenya, Kína, Kongó, Korzika, Kréta, Laosz, Lengyelország, Lettország, Litvánia, Luxemburg, Macedónia, Madagaszkár, Magyarország, Malawi, Mali, Marokkó, Mauritius, Málta, Montenegró, Nagy-Britanniában, Németország, Nigéria, Norvégia, Olaszország, Oroszország, Pakisztán, Portugália, Románia, Sierra Leone, Spanyolország, Svájc, Svédország, Szardínia, Szicília, Szingapúr, Szlovákia, Szlovénia, Szudán, Szumátra, Tanzánia, Thaiföld, Törökország (európai rész), Tunézia, Türkmenisztán, Uganda, Ukrajna, Vietnám, Zambia, Zimbabwe.
Állandó populációk élnek Szicíliában, Kréta-szigetén és Cipruson.
Dél-Olaszországban és Dél-Görögországban is szaporodik, de itt a ki nem kelt bábok a hideg teleken mind elpusztulnak.
A Kárpát-medencében csak alkalmi, igen ritka vendég.
Magyarországon sem jelenik meg minden évben, ritka bevándorló, csak az igen száraz és meleg években látogat el hozzánk délről. Rendszertelen megjelenését figyelték meg Sopronban, Petőházán, Simontornyán, Budapest környékén, Gödöllőn, Pécsen, Kaposváron, Dombóváron, a Pilis hegységben és Nadapon, 2020-ban Encsen, de az ország területén bárhol felbukkanhat.

## Előfordulása
Kiszáradt folyómedrek, oázisok, meleg domboldalak, utak széle, de ültetvények, kertek is, ahol akár a dézsában nevelt leander, vagy más, a hernyók által kedvelt tápnövényeken is megtalálhatóak.
A sivatagi területeken, a tundrán és az Antarktiszon nem található meg, valamint a sűrű cserjékkel övezett területekről is általában eltűnnek.

## Megjelenése

### Petéje
Halványzöld színűek, majdnem gömbölyűek, méretük kicsi, 1,5 x 1,25 mm.

### Hernyója
A kikelt lárvák 3-4 mm hosszúak, első táplálékként a peteburkukat fogyasztják el. Színük kezdetben lehet világossárga, rózsapiros, halványkék, később világoszöldek lesznek.  
A teljesen kifejlett példányok nagytermetűek, 100-130 mm hosszúak, testük majdnem teljesen henger alakú.
A fej a testnél kisebb, sokszor a testtől eltérően sárga színű, mint az első három szelvénye. A harmadik szelvényen, két, nagy, szemre emlékeztető, fehérszegélyű, kék színű folt található. Ezek védelmi célt szolgálnak, a hernyó zaklatáskor a fejét behúzva, elülső részét felhúzva domborítja elő a szemfoltokat, melyek ilyenkor meglepően nagyok és sokkal nagyobb állat benyomását keltik. 
Az ötödik szelvénytől fehér sáv fut végig az oldalukon, melyek mentén számos fehér pontocska található egészen a potrohvégükön található kis narancssárga farokkinövésig, melyen kezdetben egy fekete kupak van. Ez a hegyes rész később leesik.
Bebábozódás előtt a lárva sötét színű lesz, barna, vagy fekete.

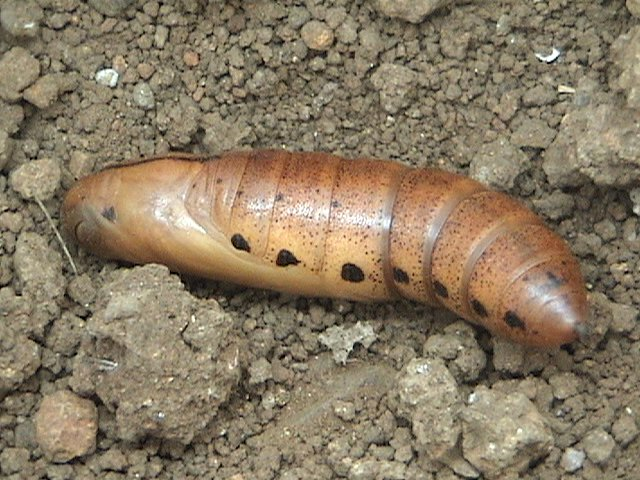

|  |  |  |

### Bábja
55-75 mm hosszú, kezdetben világosbarna-, majd sötétbarna színű, fényes, viszonylag karcsú, a hasi és a szárnyi részeken fekete pöttyökkel megszórt, oldalainak szelvényein fekete foltok vannak.
A kremaster egyenes, rövid, kétcsúcsú. Egy félkör alakú rajzolat részben körülveszi a szemeket.

### Imágója
Nagytermetű lepke, szárnyfesztávolsága 7-12 cm. Az európai szenderek között az egyik legszebb.
Elülső szárnyaik keskenyek, 4,5-6,5 cm hosszúak, színük olajzöld, szürke és fehér, bonyolult rózsaszínű és lila rajzokkal gazdagon díszítettek, belső szegélyük karéjos. Hátsó szárnyaik kicsik, szürkésbarnák, kihegyezett csúcsúak, széles zöld szegélye előtt erősen ívelt fehéres harántsávja van. Zöld, vastag törzsét hasonlóképpen fehér harántsávok díszítik. Fejük is zöldes színű, szemeik nagyok. Alakja papírsárkány forma. 
Feltűnő rajzolata ellenére, napközben az oleander bokrokon pihenő példányok szinte észrevehetetlenek.
A hímek potrohvégén három-, míg a nőstényeknek csak két sötét színű, barna, vagy fekete folt látható.
|  |  |  |

## Szaporodása
Párosodásuk legfeljebb négy óra, ritkán együtt maradnak reggelig. 
A nőstények a kisméretű petéket egyesével, vagy kisebb csoportokban, a tápnövények fonákjára, ritkábban a színére, vagy a növény gallyaira, rügyeire rakják. A kiválasztott növényeket többször körberepülve választják ki a legvédettebb helyet. 
A lárva állapot fő feladata a lehető legtöbb tápanyagot felvenni a bebábozódás előtt. Legfőbb védekezésük a tápnövényekben található toxinok, melyek felhalmozódva a szervezetükben, mérgezővé teszi őket. Elsősorban a növények fiatal leveleit és virágait fogyasztják. Sokat esznek, egy nap alatt akár 6-7 leander levelet is képesek elfogyasztani.
A bebábozódás a talajban, vagy a talajon lévő levélkupacok alatt, testüket laza szövedékkel átszőve történik. Áttelelni nem tudnak.
A lepke kikelése nagyban függ a környezeti hatásoktól, főleg a hőmérséklettől. Optimális hőmérsékleten kevesebb mint 30 nap alatt kel ki. 10 C°-nál alacsonyabb hőmérséklet, valamint a nedvesség is elpusztítja a bábokat.

## Életmódja
Magyarországon első példányai május vége, június eleje körül jelennek meg. Az itt kifejlődött példányok augusztus végén, szeptember elején indulnak melegebb vidékekre.
Napközben főleg a leander bokrokon pihennek, napnyugta után, szürkületben válnak aktívvá. A virágok előtt lebegve, nagy mennyiségű nektárt fogyasztanak.
Gyors röptű szender, akár 50-60  km/h-s sebességű repülésre is képesek.

## A hernyó tápnövényei
- Leander
- Meténg
- Szőlő[23]
- Maszlag[9]
- Húsos som[7]
- Vörösfenyő-fajok
- Kígyófa-fajok[19]
- Afrikai palackfa
- Rauwolfia caffra
- Mitragyna stipulosa
- Apodytes dimidiata
- Bambusa
- Burttdavya nyasica
- Mérges karissza
- Clarantherus roseus
- Gardenia jasminodes
- Mangó
- Picralima nitida
- Tabernaemontana divaricata
- Perui leánder
- Voacanga thouarsii[13]

## Hasonló faj
|  |